# Ільюк Артем Олександрович
Артем Олександрович Ільюк (нар. 17 квітня 1979, Миколаїв) — миколаївський політик, підприємець та громадський діяч. Депутат Миколаївської міської ради. Народний депутат України VII — VIII скликань.

## Життєпис
Народився 17 квітня 1979 року в м. Миколаїв, нині Україна (за радянським адмінподілом — УРСР, СРСР) у родині кораблебудівників.
У вересні 1986 року пішов до першого класу Миколаївської гімназії № 2, де навчався до 1994 року. У період 1994—1996 років навчався в Школі гардемаринів при Українському державному морському технічному університеті (на даний час Морський ліцей).
Має дві вищі освіти. У 2002 році закінчив Національний університет кораблебудування імені адмірала Макарова, спеціальність «Інженер-кораблебудівник». У 2012 отримав другу вищу освіту у Національному університеті кораблебудування ім. адмірала Макарова за спеціальністю «Економіка і підприємництво».
У 2019 році очолив Федерацію боксу Миколаєва.
Одружений. Разом з дружиною Оленою виховує двох доньок — Софію та Уляну.

## Трудова діяльність
- 2001—2002 рр. — комерційний директор ПКО «ВЛАРТ».
- 2002—2006 рр. — директор ТОВ «Гротан-Миколаїв».
- 02.2006 - 04.2006 рр. — директор ТОВ «Білоусівський елеватор».
- 2006—2010 рр. — директор ТОВ «Продторг-Юг».

## Політична діяльність
- 2010—2012 рр. — депутат Миколаївської міської ради.
- 12.12.2012 — 29.08.2019 рр. — народний депутат України.
- Із грудня 2020 р. — депутат Миколаївської міської ради[4].

Після початку російського вторгнення в Україну зайнявся організацією поставок гуманітарної допомоги мешканцям Миколаєва та прилеглих населених пунктів.

## Парламентська діяльність
Після обрання до Верховної Ради України 7-го скликання, одним із перших законопроєктів Артема Ільюка стала пропозиція внесення змін до Податкового кодексу щодо оподаткування легкових автомобілів, придбаних багатодітними сім'ями (законопроєкт № 2025а). Пропонувалося зменшити податки для купівлі автомобілів багатодітними сім'ями в Україні.
За менше ніж двохрічний період роботи у парламенті 7-го скликання загалом зареєстрував 9 законопроєктів переважно соціального спрямування.
Був одним з 59 депутатів, що підписали подання, на підставі якого Конституційний суд України скасував статтю Кримінального кодексу України про незаконне збагачення, що зобов'язувала держслужбовців давати пояснення про джерела їх доходів і доходів членів їх сімей. Кримінальну відповідальність за незаконне збагачення в Україні запровадили у 2015 році. Це було однією з вимог ЄС на виконання Плану дій з візової лібералізації, а також одним із зобов'язань України перед МВФ, закріпленим меморандумом.
Ільюк згодом повідомив, що підписав подання через те, що попередня стаття Кримінального кодексу України про незаконне збагачення не працювала — за нею не відбулось жодної судової справи. На його думку, Конституційний суд України ухвалив конституційне рішення. Він також готував власну нову версію статті про незаконне збагачення, однак його випередив президент України та вніс відповідний законопроєкт.
Протягом роботи у Верховній Раді України 8-го скликання потрапляв до переліку найвідповідальніших народних депутатів. У 2015 році за даними письмової реєстрації у всіх без винятку пленарних засіданнях узяли участь лише 11 народних депутатів України, серед них і Артем Ільюк. У цілому, за період каденції прогуляв найменшу кількість засідань (23) і подав найбільшу кількість правок до законопроєктів (133). Подав 52 законопроєкти.